# Lou Bloomfield
Louis Aub Bloomfield (Boston, 11 de octubre de 1956) es un físico estadounidense. Se desempeña como profesor de física en la Universidad de Virginia. A menudo se hace referencia a Bloomfield como autoridad en física en las principales publicaciones de noticias.

## Biografía

### Primeros años
Nació en Boston, Massachusetts, el 11 de octubre de 1956. Vivió en Cleveland, Ohio y Urbana, Illinois, y se graduó de Urbana High School en 1974. Asistió al Amherst College y ganó el premio LeRoy Apker en su último año. Estaba más interesado en la medicina después de graduarse en Amherst, pero sus profesores de física lo presionaron para que postulara a tres prestigiosos programas de física además de tomar el MCAT y postularse a la escuela de medicina de la Universidad Johns Hopkins. Fue aceptado en los tres programas de física y en la facultad de medicina, pero decidió estudiar física después de preguntarse si realmente quería estar "desmembrando cadáveres en Baltimore".
Asistió a la Universidad Stanford para estudiar física y recibió su doctorado en 1983. Comenzó a enseñar en la Universidad de Virginia dos años más tarde, tras un postdoctorado en Bell Laboratories.

### Carrera
Comenzó a enseñar física en la Universidad de Virginia en 1985. Desarrolló y comenzó a enseñar un curso titulado "Cómo funcionan las cosas" en 1991. El éxito de este curso, junto con la publicación de un libro de texto sobre el tema bajo el mismo título, ha llevado a Bloomfield a realizar numerosas entrevistas y explicaciones como invitado para grandes empresas de noticias. Sus explicaciones sobre actividades y preguntas cotidianas han aparecido en USA Today, The Huffington Post y The Washington Post, donde hizo una serie de explicaciones sobre deportes durante los Juegos Olímpicos de Verano de 2016. Trabajó con UVA para crear un video instructivo sobre el distanciamiento social durante la pandemia de COVID-19.
Es miembro de la American Physical Society desde 1994 donde fue reconocido por su trabajo sobre el magnetismo de cúmulos y ha recibido otros honores importantes.

#### Invenciones
Tiene experiencia en el campo de los materiales de borosilicato y ha desarrollado múltiples productos utilizando esta tecnología. Los borosilicatos son viscoelásticos (una combinación de "viscoso" y "elástico"), una propiedad que resulta útil en múltiples áreas. Estas invenciones incluyen Vistik, un material diseñado para usarse en la estabilización de mesas tambaleantes, y EarJellies, que son tapones para los oídos hechos de un material similar.